# آسیب (فیلم ۲۰۰۹)
آسیب (به انگلیسی: Damage) یک فیلم اکشن آمریکایی محصول سال ۲۰۰۹ به کارگردانی جف فین کینگ با بازی استیو آستین، والتون گوگینس، لورا وندرورت و لیندا بوید است. این فیلم در ۲۸ ژانویه ۲۰۱۰ به صورت ویدئویی در ایالات متحده منتشر شد.

## بازیگران
- استیو آستین … جان بریکنر[۲]
- والتون گوگینس … رنو پاولسن[۳]
- لورا وندرورت … فرانکی
- لیندا بوید … ورونیکا رینولدز
- دونالی رودس … دیاکون
- آدریان هولمز … ری شارپ
- جورج مونتزی … نستور کوینونز
- ویلیام بی. دیویس
- تونی بیلی … وندل تیمونس
- Katelyn Mager … سارا رینولدز
- فیلیپ میچل … مونسون
- پل جارلت … مأمور آزمایشی